# Романо Тхан
Романо Тхан — перший в Україні та на пострадянському просторі ромський молодіжний центр, розташований у місті Каховка. Його створення почалося у 2021 році, а офіційне відкриття було заплановане на 1 березня 2022 року. Проте в наслідок російського вторгнення в Україну та окупації Херсонщини центр був зламаний та зайнятий російською армією у червні 2022 року.

## Створення
Молодіжний центр виник на основі діяльності однойменної громадської організації «Суспільство циган Південного краю «Романо Тхан», яка займалася питаннями підвищення доступності та покращення якості освіти серед ромських підлітків та молоді Херсонщини. У 2021 році ідею створення молодіжного центру підтримав Міжнародний фонд «Відродження», яка у результаті увійшла до списку 60 найкращих ініціатив фонду року, за їх власною думкою. Створення «Романо Тхан» стало значущою подією для громади ромів не лише України, а й сусідніх країн, тому новина набула широкого розголосу[джерело?].